# Lovaglás az 1988. évi nyári olimpiai játékokon
Az 1988. évi nyári olimpiai játékokon a lovaglásban hat versenyszámot rendeztek.

## Éremtáblázat
(A rendező ország csapata és a magyar érmesek eltérő háttérszínnel, az egyes számoszlopok legmagasabb értéke, vagy értékei vastagítással kiemelve.)
| Az 1988. évi nyári olimpiai játékok éremtáblázata lovaglásban | Az 1988. évi nyári olimpiai játékok éremtáblázata lovaglásban | Az 1988. évi nyári olimpiai játékok éremtáblázata lovaglásban | Az 1988. évi nyári olimpiai játékok éremtáblázata lovaglásban | Az 1988. évi nyári olimpiai játékok éremtáblázata lovaglásban | Olimpia  |
| ------------------------------------------------------------- | ------------------------------------------------------------- | ------------------------------------------------------------- | ------------------------------------------------------------- | ------------------------------------------------------------- | -------- |
|                                                               | Ország                                                        | Arany                                                         | Ezüst                                                         | Bronz                                                         | Összesen |
| 1.                                                            | NSZK (FRG)                                                    | 4                                                             | 0                                                             | 1                                                             | 5        |
| 2.                                                            | Franciaország (FRA)                                           | 1                                                             | 1                                                             | 1                                                             | 3        |
| 3.                                                            | Új-Zéland (NZL)                                               | 1                                                             | 0                                                             | 1                                                             | 2        |
|                                                               |                                                               |                                                               |                                                               |                                                               |          |
| 4.                                                            | Nagy-Britannia (GBR)                                          | 0                                                             | 2                                                             | 1                                                             | 3        |
| 5.                                                            | Egyesült Államok (USA)                                        | 0                                                             | 2                                                             | 0                                                             | 2        |
| 6.                                                            | Svájc (SUI)                                                   | 0                                                             | 1                                                             | 1                                                             | 1        |
|                                                               |                                                               |                                                               |                                                               |                                                               |          |
| 7.                                                            | Kanada (CAN)                                                  | 0                                                             | 0                                                             | 1                                                             | 1        |
|                                                               |                                                               |                                                               |                                                               |                                                               |          |
| Összesen                                                      | Összesen                                                      | 6                                                             | 6                                                             | 6                                                             | 18       |

## Érmesek
| Az 1988. évi nyári olimpiai játékok érmesei lovaglásban | | | |
| Versenyszám                                             | Arany | Ezüst | Bronz |
| Díjlovaglás egyéni                                      | Nikole Uphoff Rembrandt 24 · NSZK (FRG)                                                                                                | Margit Otto-Crepin Corlandus · Franciaország (FRA)                                                                                      | Cristine Stückelberger Gauguin de Lully CH · Svájc (SUI)                                                                                  |
| Díjlovaglás csapat                                      | NSZK (FRG) · Reiner Klimke Ahlerich 2 · Ann-Kathrin Linsenhoff Courage 10 · Monica Theodorescu Ganimedes · Nicole Uphoff Rembrandt 24  | Svájc (SUI) · Otto Josef HoferAndiamo · Christine Stückleberger Gauguin de Lully CH · Daniel Ramseier Random · Samuel Schetzmann Rochus | Kanada (CAN) · Cindy Neale-Ishoy Dynasty · Eva Maria Pracht Emirage · Gina Smith Malte · Ashley Nicoll and Reipo                          |
| Díjugratás egyéni                                       | Pierre Durand Jr. Jappeloup de Luze · Franciaország (FRA)                                                                              | Greg Best Gem Twist · Egyesült Államok (USA)                                                                                            | Karsten Huck Nepumuk 8 · NSZK (FRG) |
| Díjugratás csapat                                       | NSZK (FRG) · Ludger Beerbaum The Freak · Wolfgang Brinkmann Pedro · Dirk Hafemeister Orchidee 76 · Franke Sloothaak Walzerkonig 19     | Egyesült Államok (USA) · Greg Best Gem Twist · Lisa Ann Jacquin For the Moment · Anne Kursinski Starman · Joseph Fargis Mill Pearl      | Franciaország (FRA) · Hubert Bourdy Morgat · Frédéric Cottier Flambeau C · Michel Robert La Fayette · Pierre Durand Jr. Jappeloup de Luze |
| Lovastusa egyéni                                        | Mark Todd Charisma · Új-Zéland (NZL)                                                                                                   | Ian Stark Sir Wattie · Nagy-Britannia (GBR)                                                                                             | Virginia Leng Master Craftsman · Nagy-Britannia (GBR)                                                                                     |
| Lovastusa csapat                                        | NSZK (FRG) · Claus Erhorn Justyn Thyme · Matthias Andreas Baumann Shamrock 11 · Thies Kaspareit Sherry 42 · Ralf Ehrenbrink Uncle Todd | Nagy-Britannia (GBR) · Captain Mark Phillips Cartier · Karen Straker Get Smart · Virginia Leng Master Craftsman · Ian Stark Sir Wattie  | Új-Zéland (NZL) · Mark Todd Charisma · Margaret Knighton Enterprise · Andrew Bennie Grayshott · Tinks Pottinger Volunteer                 |